# Błąd metody
Błąd metody – błąd związany z zastosowaniem w metodzie numerycznej przybliżenia oryginalnego zagadnienia w sposób zmieniający jego właściwości matematyczne. Przybliżenia związane z błędem metody zwykle dotyczą przejść granicznych, a ich występowanie w metodach numerycznych wynika ze sposobu wykonywania obliczeń w komputerach.  Komputery nie mogą bowiem wykonać nieskończonej liczby działań matematycznych, a wskutek stosowania arytmetyki zmiennoprzecinkowej operacje arytmetyczne obciążone są błędami zaokrągleń i efektem znoszenia się składników.
Do podstawowych przybliżeń prowadzących do powstania błędu metody należą:
- przybliżenie nieskończonej sumy szeregu sumą skończonej liczby jego elementów.
- przybliżenie pochodnej ilorazem różnic skończonych.
- przybliżenie całki sumą skończoną.